# هربرت فيرنر
هربرت فيرنر (بالألمانية: Herbert Werner)‏ (13 مايو 1920 - 6 أبريل 2013)، قائد غواصات يو-بوت ألمانية في الحرب العالمية الثانية. من القلّة الذين خاضوا معركة الأطلسي وبقوا على قيد الحياة بعد نهاية الحرب. شارك في المعركة على متن خمس غواصات من عام 1941 حتي 1945 وقد تم أسره من قبل الإنجليز والفرنسيين والأمريكيين. سافر إلي الولايات المتحدة الأمريكية في عام 1947 ليستقر بفلوريدا ويصبح مواطناً أمريكياً.

## مولده ونشأته
وُلد هربرت في 13 مايو 1920 في فرايبورغ، إحدى القرى الصغيرة الواقعة في أقصى جنوب غرب ألمانيا (جمهورية فايمار آنذاك). اهتم بالبحرية منذ صغره بتأثير من والده ولانبهاره بالسفن والمراكب التي كانت تعبر بالقرب من قريته. قرأ الكثير من الكتب عن المعارك البحرية والمستكشفين وأبطال البحرية. تدرب واكتسب خبرات في شبابه في الملاحة وفي سن ال18 أكمل اختبارات الثانوية المدرسية بنجاح التي أهّلته للالتحاق بالأكاديمية البحرية.

## تعليمه المهني
مع اندلاع البليتزكريغ في سبتمبر 1939 تم استدعاء هربرت للبحرية الألمانية (كريغسمرين)، وبدأ تدريباته مع المئات من زملاءه في الأكاديمية البحرية في فلنسبورغ. درس فيها الإبحار والتكتيكات البحرية والهندسة الملاحية وعلوم المحيطات بالإضافة إلى تعلم اللغة الإنجليزية. بعد مروره بالكثير من التدريبات والاختبارات القاسية التي أقصت الكثير إلا الأليق، تخّرج هربرت في أبريل 1941 ليبدأ أولى مشاركاته في معركة اليو-بوت.

## تاريخ الخدمة

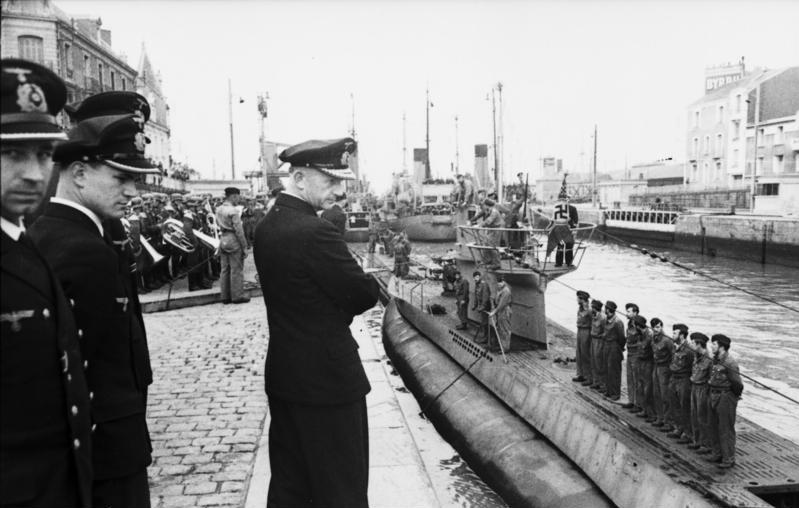
كارل دونيتس يتفحّص إحدى غواصات اليو-بوت مع طاقمها في قاعدة سان نازير للغواصات في فرنسا، يونيو 1941

| من             | إلى            | يو-بوت |
| -------------- | -------------- | ------ |
| 21 أبريل 1939  | 3 نوفمبر 1941  | يو-557 |
| 19 مايو 1942   | 6 أغسطس 1942   | يو-612 |
| 24 أكتوبر 1942 | 16 ديسمبر 1943 | يو-230 |
| 4 أبريل 1944   | 14 يوليو 1944  | يو-415 |
| أغسطس 1944     | أبريل 1945     | يو-953 |